# Stenophragma humeralis
Stenophragma humeralis är en tvåvingeart som beskrevs av Edwards 1934. Stenophragma humeralis ingår i släktet Stenophragma och familjen svampmyggor.
Artens utbredningsområde är Paraguay. Inga underarter finns listade i Catalogue of Life.